# Iara
Iara – wieś w Rumunii, w okręgu Kluż, w gminie Iara. W 2011 roku liczyła 1832 mieszkańców.